# فولا زوبولاكي
فولا زوبولاكي (باليونانية: Βούλα Ζουμπουλάκη)‏؛ ولدت؛ 24 سبتمبر 1924-7 سبتمبر 2015) ممثلة يونانية مصرية المولد. كانت زوجة الممثل ديميتريس ميرات. التحقت بالمدرسة الدرامية للمسرح الوطني، ومدرسة أوديون الوطنية وكلية الحقوق في جامعة أثينا.

## سيرة شخصية
ولدت زوبولاقي في القاهرة في 24 سبتمبر 1924. درست في الأصل في كلية الحقوق بجامعة أثينا بعد ضغط والديها، لكنها سرعان ما تحولت إلى المسرح وحضرت المدرسة الدرامية بالمسرح الوطني. في عام 1951، تزوجت من الممثل ديميتريس ميرات. بدأت حياتها المهنية في المسرح الوطني الغنائي في عام 1952 وبعد ذلك بعامين ظهرت في النثر. لعبت لاحقًا دور البطولة في العديد من الأفلام بما في ذلك مقتبسات من مسرحيات لفيدريكو غارسيا لوركا ولويجي بيرانديللو وويليام فولكنر وتينيسي ويليامز. حصلت على جوائز في المهرجان الدولي للمسرح في لشبونة عام 1964 ومهرجان ثيسالونيكي السينمائي عام 1966.
حصلت زوبولاكي على جوائز مهرجان لشبونة الأول (1964)، وجائزة م. كوتوبولي الثانية في عام 1965، وجائزة الممثل الأول في مهرجان ثيسالونيكي السينمائي في عام 1966. ظهرت في فيلم ستيلا في دورأنيتا. حصل الفيلم على جائزة أفضل فيلم بلغة أجنبية في حفل توزيع جوائز جولدن جلوب عام 1956. توفيت في 7 بتمبر 2015 عن عمر يناهز 90 عامًا.

## فيلموغرافيا
- ستيلا (1955). أنيتا
- مونو جيا ميا نيهتا (1958). آنا
- إيماي أثوس (1960). لوسيا دريفوس
- إليجوس (1963). كيتي كابرالو
- ديغموس (1964). كاترينا روديلي
- أوهي،. كيري جونسون (1965). إليني
- سينتومو ديالايما (1966). إيما كارالي
- أوي أثينيوي (1990). ستافريانيدو

## الجوائز
| عام  | جائزة                               | فيلم           | نتيجة |
| ---- | ----------------------------------- | -------------- | ----- |
| 1966 | جائزة مهرجان ثيسالونيكي لأفضل ممثلة | سينتومو ديليما | فوز   |

## روابط خارجية
- فولا زوبولاكي في قاعدة بيانات الأفلام على الإنترنت